# La dama joven
La dama joven es una novela corta de Emilia Pardo Bazán publicada en 1885. Ambientada en Marineda, trasunto litrario de La Coruña, narra la historia de dos hermanas, Dolores y Concha, que se enfrentan a la vida desde diversas posturas. La primera, seducida y despechada, que "aborrecía de los hombres", se refugia en las rejillas del confesionario, mientras que Concha lucha por alcanzar una posición más elevada socialmente: pasar de costurera a artista de teatro.
Escrita en pleno auge del Naturalismo, la novela reúne técnicas propias de esta tendencia: narrador omnisciente, simbolismo de los nombres —Dolores sufre mucho, Concha es un ser cerrado a cualquier influjo, Estrella representa la clarividencia al descubrir los nuevos talentos escénicos...— y, lo más significativo, la influencia de la herencia y del ambiente. La novela termina con una opinión —masculina, algo llamativo— sobre el desdichado destino de las mujeres, que era también la opinión de su autora: "Lo que hará ese bárbaro será darle un chiquillo por año y, si se descuida, un pie de paliza".